# Robert F. Young
Robert Franklin Young (geboren am 8. Juni 1915 in Silver Creek, New York; gestorben am 22. Juni 1986 ebenda) war ein amerikanischer Science-Fiction-Schriftsteller.

## Leben
Young war der Sohn des Postangestellten Franklin B. Young und von Edna Young, geborene Baker.
Abgesehen von dreieinhalb Jahren seines Dienstes als Soldat im Zweiten Weltkrieg, während dessen er auf den Salomonen, den Philippinen und in Japan stationiert war, lebte Young zeit seines Lebens im Staat New York, wo er ein Anwesen am Eriesee besaß. Nachdem er in verschiedenen Berufen gearbeitet hatte, unter anderem als Metallgießer und Maschinist, wurde er schließlich hauptberuflicher Schriftsteller.
Youngs erste Veröffentlichungen erschienen ab 1953 in Startling Stories, Playboy, The Saturday Evening Post und Collier’s. In den folgenden drei Jahrzehnten schrieb Young rund 200 Kurzgeschichten in einem poetisch-romantischen Stil, der ihm Vergleiche mit Ray Bradbury und Theodore Sturgeon einbrachte. Etliche davon wurden in Frankreich von Galaxie, Fiction und als Anthologien in den Livre de Poche herausgebracht. In Italien war er hauptsächlich im Urania-Magazin zu lesen. Er war auch in Japan beliebt, wo 40 seiner Storys in Übersetzung erschienen. Etwa 20 seiner Erzählungen wurden ins Deutsche übersetzt, darunter zwei aus seiner Kurzgeschichtenserie um den Raumwal-Jäger John Starfinder. Erst in seinen letzten Jahren erschienen Romane Youngs auf Englisch. Ein erster Roman war 1975 nur in französischer Übersetzung erschienen.
Seine bekannteste Kurzgeschichte The Dandelion Girl (1964, deutsch als Das Mädchen mit dem Löwenzahnhaar) wurde 1965 für den Hugo Award in der Kategorie Beste Kurzgeschichte nominiert. Die Erzählungen Clay Suburb und What Bleak Land waren 1976 bzw. 1988 für den Locus Award nominiert.
Young war seit 1941 mit Regina M. Sadusky verheiratet und hatte mit ihr eine Tochter. 1986 ist Young im Alter von 71 Jahren gestorben.

## Bibliografie
Poetic Androids
- Emily and the Bards Sublime (1956)
- Your Ghost Will Walk … (1957)

Spacewhale / John Starfinder (Kurzgeschichten)
- Jonathan and the Space Whale (1962)
  - Deutsch: Jonathan und der Raumwal. In: Wulf H. Bergner (Hrsg.): Grenzgänger zwischen den Welten. Heyne Science Fiction & Fantasy #3089, 1967.
- The Man in the Moon (1969)
- Starscape with Frieze of Dreams (1970, auch als The Spacewhale Graveyard, 1980)
- Abyss of Tartarus (1971, auch als Areopagus, 1980)
  - Deutsch: Tanz der Erinnyen. In: Walter Spiegl (Hrsg.): Science-Fiction-Stories 81. Ullstein Science Fiction & Fantasy #31012, 1980, ISBN 3-548-31012-5.
- The Star Eel (1977, auch als Enter Ciely, 1980)
- The Haute Bourgeoisie (1980)
- “The Mindanao Deep” (1980, auch als Beneath the Painted Ocean)
- As A Man Has A Whale A Love Story (1980)
- Flotsam (1980)
- In the Crypt (1980)
- Jetsam (1980)
- Spacewhale, Space-Time (1980)
- The Construction Company (1980)
- The Rose (1980)

Sammlung:
- Starfinder (1980)

Romane
- La quête de la Sainte Grille (1975, nur auf Französisch erschienen)
- The Last Yggdrasill (1982)
- Eridahn (1983)
- The Vizier’s Second Daughter (1985)

Sammlungen
- The Worlds of Robert F. Young (1965)
- A Glass of Stars (1968)
- Memories of the Future (2001)
- The House That Time Forgot and Other Stories: The Selected Stories of Robert F. Young: Volume #1 (2011)
- The 40th Golden Age of Science Fiction Megapack: Robert F. Young, Volume 1 (2018)

Kurzgeschichten
- The Black Deep Thou Wingest (1953)
- The Garden in the Forest (1953)
- Audience Reaction (1954)
- Stop-Over (1954)
- To See Ourselves (1954)
- Beauty and the Beast (1954)
- A Pattern for Penelope (1954)
- Miss Katy Three (1954)
- More Stately Mansions (1955)
- Saint Julie and the Visgi (1955)
- The House at the End of the Street (1955)
- One Love Have I (1955)
- The Quality of Mercy (1955)
- The Grown-Up People’s Feet (1955)
- An Apple for the Teacher (1955)
- Jungle Doctor (1955)
- Prisoners of Earth (1955)
- The First Sweet Sleep of Night (1955)
- Promised Planet (1955)
- The Quetenestel Towers (1955)
- Little Red Schoolhouse (1956)
- The Other Kids (1956)
- Chrome Pastures (1956)
- Requiem in Granite (1956)
- Collector’s Item (1956)
- Room with View (1956)
- Flying Pan (1956)
- Wish Upon a Star (1956)
- Added Inducement (1957)
- Ape’s Eye View (1957)
- Pilgrims’ Project (1957)
- Goddess in Granite (1957)
  - Deutsch: Göttin in Granit. In: Rene Oth (Hrsg.): Gemini. Luchterhand, 1983, ISBN 3-472-61477-3.
- The Courts of Jamshyd (1957)
  - Deutsch: Wann ist es soweit ? In: Larry T. Shaw (Hrsg.): Terror. Heyne Allgemeine Reihe #960, 1972.
- Written in the Stars (1957)
- Structural Defect (1957)
- Thirty Days Had September (1957)
- Report on the Sexual Behavior on Arcturus X (1957)
- The Bluebird Planet (1957)
- Dance with the Dead (1958)
- Time Travel Inc. (1958)
- The Leaf (1958)
- Operation Peanut Butter (1958)
- Magic Window (1958)
- Acre in the Sky (1958)
- Mr. and Mrs. Saturday Night (1958)
- Juke Doll (1959)
  - Deutsch: Das Puppenhaus. In: William F. Nolan (Hrsg.): Die Anderen unter uns. Melzer, 1967 (auch als Heyne Science Fiction & Fantasy #3120, 1968).
- Passage to Gomorrah (1959)
- Santa Clause (1959)
- Star Mother (1959)
- The Last Hero (1959)
- The Wistful Witch (1959)
- Production Problem (1959)
- The Stars Are Calling, Mr. Keats (1959)
- 40-26-38 (1959)
- Doll-Friend (1959)
- To Fell a Tree (1959)
- Robot Son (1959)
- Bruggil’s Bride (1960)
- Impressionist (1960)
- Nikita Eisenhower Jones (1960)
- Romance in a Twenty-First Century Used-Car Lot (1960)
- The Girl Who Made Time Stop (1961)
- Hopsoil (1961)
  - Deutsch: Der blaue Planet. In: Walter Ernsting (Hrsg.): Im Dschungel der Urzeit. Heyne Science Fiction & Fantasy #3064, 1966.
- Storm Over Sodom (1961)
  - Deutsch: Metamorphose. In: Walter Ernsting (Hrsg.): Wanderer durch Zeit und Raum. Heyne Science Fiction & Fantasy #3031, 1964.
- The Dandelion Girl (1961)
  - Deutsch: Das Mädchen mit dem Löwenzahnhaar. In: Karl Michael Armer, Wolfgang Jeschke (Hrsg.): Zielzeit. Heyne (Bibliothek der Science Fiction Literatur #29), 1985, ISBN 3-453-31093-4.
- The Forest of Unreason (1961)
- The Girls from Fieu Dayol (1961)
- Deluge II (1961)
- The Star Fisherman (1962)
- A Drink of Darkness (1962)
- The Blonde From Barsoom (1962)
- Victim of the Year (1962)
- Plane Jane (1962)
- Boy Meets Dyevitza (1962)
- There Was an Old Woman Who Lived in a Shoe (1962)
  - Deutsch: Die Auswanderer. In: Charlotte Winheller (Hrsg.): Das letzte Element. Heyne Allgemeine Reihe #224, 1963.
- The Servant Problem (1962)
- Mine Eyes Have Seen the Glory (1963)
- Neither Stairs Nor Door (1963)
- Jupiter Found (1963)
- The Girl in His Mind (1963)
- The Deep Space Scrolls (1963)
- Largely about My Dog (1963)
- A Knyght Ther Was (1963)
  - Deutsch: Es war einst ein Ritter. In: Isaac Asimov, Martin H. Greenberg, Charles G. Waugh (Hrsg.): Märchenwelt der Fantasy. Bastei Lübbe Taschenbuch #28152, 1987, ISBN 3-404-28152-7
- Redemption (1963)
- Boarding Party (1963)
- The House That Time Forgot (1963)
- Let There Be Night (1963)
- Sweet Tooth (1963)
- The Eternal Lovers (1963)
  - Deutsch: Ewige Liebe. In: Charlotte Winheller (Hrsg.): Musik aus dem All. Heyne Allgemeine Reihe #286, 1964. Sowie in: Clark Darlton: Ein Toter soll nicht sterben, Perry Rhodan Nr. 140, Moewig, München. 1964.
- I Bring Fresh Flowers (1964)
- Little Dog Gone (1964)
- Arena of Decisions (1964)
- In Saturn’s Rings (1964)
- The Sphinx (1964, auch als The Pyramid Project)
- The Second Philadelphia Experiment (1964)
- The Thousand Injuries of Mr. Courtney (1964)
- The Honeyearthers (1964)
- In What Cavern of the Deep (1964)
- The Quest of the Holy Grille (1964)
- When Time Was New (1964)
- On the River (1965)
- Dialogue in a Twenty-First Century Dining Room (1965)
  - Deutsch: Gespräche mit einem Vogel. In: Wulf Bergner (Hrsg.): Ein Pegasus für Mrs. Bullitt. Heyne Science Fiction & Fantasy #3369, 1973, ISBN 3-453-30246-X.
- Romance in an Eleventh-Century Recharging Station (1965)
- Rumpelstiltskinski (1965)
- A Glass of Mars (1965)
- Peeping Tommy (1965)
- The City of Brass (1965)
- Minutes of A Meeting At The Mitre (1965)
- Origin of Species (1965)
- St. George and the Dragonmotive (1965)
- L’Arc De Jeanne (1966)
  - Deutsch: Johanna II von Orleans. In: Die Maulwürfe von Manhattan. Heyne Science Fiction & Fantasy #3073, 1966.
- Kingdom Come, Inc. (1967)
  - Deutsch: Himmel über der Erde. Übersetzt von Wulf H. Bergner. In: Wulf H. Bergner (Hrsg.): Welt der Illusionen. Heyne Science Fiction & Fantasy #3110, 1967. Auch als: Dein Reich komme GmbH. Übersetzt von Florian F. Marzin. In: Wolfgang Jeschke, Uwe Luserke (Hrsg.): Frohes Fest!: 13 grausige Bescherungen. Heyne Science Fiction & Fantasy #4638, 1989, ISBN 3-453-03900-9.
- Neither Do They Reap (1968)
- The Fugitives (1968)
- Pithecanthropus Astralis (1969)
- The Ogress (1970)
- Reflections (1970)
- To Touch a Star (1970)
- A Ship Will Come (1970)
- Il gioco nuovo [Italian] (1971)
- Genesis 500 (1972)
- The Hand (1972)
- The Years (1972)
- Whom the Gods Love (1972)
- Ghosts (1973)
- Remnants of Things Past (1973)
- Girl Saturday (1973)
- Adventures of the Last Earthman in Search for Love (1973)
- The Giantess (1973)
- The Time Machine (1973)
- No Deposit*No Refill (1974)
- The Star of Stars (1974)
- Tinkerboy (1974)
  - Deutsch: Der Bastler. In: Herbert W. Franke (Hrsg.): Science Fiction Story Reader 8. Heyne Science Fiction & Fantasy #3549, 1977, ISBN 3-453-30443-8.
- New Route to the Indies (1974)
- Spacetrack (1974)
  - Deutsch: ANN. In: Wulf Bergner (Hrsg.): Stadt der Riesen. Heyne Science Fiction & Fantasy #3435, 1975, ISBN 3-453-30325-3.
- Hex Factor (1974)
- The Decayed Leg Bone (1974)
- Perchance to Dream (1975)
- Techmech (1975)
- Lord of Rays (1975)
- The Curious Case of Henry Dickens (1975)
- Clay Suburb (1975)
- Shakespeare of the Apes (1975)
  - Deutsch: Ein Affe namens Shakespeare. In: Manfred Kluge (Hrsg.): Ein Affe namens Shakespeare. Heyne Science Fiction & Fantasy #3519, 1976, ISBN 3-453-30385-7.
- Above This Race of Men (1976)
- Ghur R’Hut Urr (1976)
- P R N D L L (1976)
- Milton Inglorious (1976)
- Alec’s Anabasis (1977)
- The Day the Limited Was Late (1977)
- The Earth Books (1977)
- Fleuve Red (1977)
- The Space Roc (1978)
- Down the Ladder (1978)
- The Journal of Nathaniel Worth (1978)
- Hologirl (1978)
- The Winning of Gloria Grandonwheels (1978)
- Crutch (1978)
- Project Hi-Rise (1978)
- The First Mars Mission (1979)
- The Tents of Kedar (1980)
- Yours, -Guy (1981)
- The Summer of the Fallen Star (1981)
  - Deutsch: Larkins Stern. In: Manfred Kluge (Hrsg.): Ein Affe namens Shakespeare. Heyne Science Fiction & Fantasy #3519, 1976, ISBN 3-453-30385-7.
- Invitation to the Waltz (1982)
- Darkspace (1982)
  - Deutsch: Schattenwelt. In: Friedel Wahren (Hrsg.): Isaac Asimovs Science Fiction Magazin 21. Folge. Heyne Science Fiction & Fantasy #4069, 1984, ISBN 3-453-31014-4.
- Earthscape (1982)
- Universes (1982)
- The Moon of Advanced Learning (1982)
- Glimpses (1983)
- The Lost Earthman (1983)
  - Deutsch: Der verlorene Erdensohn. In: Ronald M. Hahn (Hrsg.): Willkommen in Coventry. Heyne Science Fiction & Fantasy #4127, 1984, ISBN 3-453-31097-7.
- The Princess of Akkir (1984)
- Divine Wind (1984)
- Findokin’s Way (1984)
- Glass Houses (1984)
- Mars Child (1985)
- Three-Mile Syndrome (1985)
- O Little Town of Bethlehem II (1985)
- Cousins (1986)
- Visionary Shapes (1986)
- Revolution 20 (1986)
  - Deutsch: Revolution 20. In: Ronald M. Hahn (Hrsg.): Die Wildnis einer großen Stadt. Heyne Science Fiction & Fantasy #4438, 1987, ISBN 3-453-00468-X.
- What Bleak Land (1987)
- The Giant, the Colleen, and the Twenty-One Cows (1987)
  - Deutsch: Ein Riese, ein irisches Mädchen und einundzwanzig Kühe. In: Ronald M. Hahn (Hrsg.): Volksrepublik Disneyland. Heyne Science Fiction & Fantasy #4525, 1988, ISBN 3-453-02788-4.